# Gert van Hanegem
Gert van Hanegem (Utrecht, 29 juli 1964) is een voormalig Nederlands voetballer. Tijdens zijn profcarrière speelde hij het seizoen 1989/1990 als middenvelder voor FC Utrecht. Daarvoor heeft hij in de jeugdopleiding van Ajax gevoetbald, in en rondom het seizoen 1982-1983. 

## Biografie
Gert van Hanegem is de eerste zoon van Willem van Hanegem. Hij is vernoemd naar Gerrit Lubbers, de man die zich bekommerde om het gezin waarin Willem in 1944 geboren werd, nadat een aantal familieleden overleden was ten gevolge van een bombardement tijdens de Tweede Wereldoorlog.

### FC Utrecht
Gert van Hanegem werd door hoofdtrainer Cees Loffeld naar FC Utrecht gehaald, nadat hij zich met zijn club USV Elinkwijk via de top van het amateurvoetbal in de kijker speelde. De middenvelder had niet veel tijd nodig om te wennen en werd basisspeler. Op 13 augustus 1989 maakte hij in de competitiewedstrijd tegen Feyenoord (3-0 winst) zijn debuut voor de Eredivisionist. Gedurende het seizoen 1989/1990 speelde Van Hanegem uiteindelijk 29 wedstrijden. Na zijn periode bij FC Utrecht kwam Van Hanegem op amateurniveau nog uit voor USV Elinkwijk, de club waar hij in zijn jeugd voor speelde.